# Neftchi Fergana
Neftchi Fergana (uzb. «Neftchi» (Fargʻona) futbol klubi, ros. Футбольный клуб «Нефтчи» Фергана, Futbolnyj Kłub "Nieftczi" Fiergana) – uzbecki klub piłkarski z siedzibą w Ferganie.

## Historia
Chronologia nazw:
- 1954—1959: Buriewiestnik Fergana (ros. «Буревестник» Фергана)
- 1960—1961: Spartak Fergana (ros. «Спартак» Фергана)
- 1962—1991: Nieftianik Fergana (ros. «Нефтяник» Фергана)
- 1992—...: Nieftczi Fergana (ros. «Нефтчи» Фергана)

Piłkarska drużyna Nieftianik została założona w mieście Fergana w 1962, chociaż już wcześniej miasto reprezentowała drużyna Buriewiestnik Fergana, która reprezentowała Instytut Pedagogiczny i w latach 1960—1961 pod nazwą Spartak Fergana występowała w Klasie B, strefie 2 Mistrzostw ZSRR.
W 1962 zespół zamienił w Klasie B, strefie 2 Mistrzostw ZSRR klub Spartak Fergana.
W 1963 po kolejnej reorganizacji systemu lig ZSRR klub spadł do Klasy B, strefie 2. W 1965 zajął w turnieju finałowym 4 miejsce i awansował do Drugiej Grupy A, podgrupy 3.
W 1970 po kolejnej reorganizacji systemu lig ZSRR klub ponownie spadł do Drugiej Ligi, strefy 5.
W sezonie 1991 występował w Pierwszej Lidze, w której zajął 7 miejsce.
W latach 1961–1970, 1977, 1984 oraz 1986–1992 startował w rozgrywkach Pucharu ZSRR.
W 1992 pod nazwą Nieftczi Fergana debiutował w Wyższej Lidze Uzbekistanu, w której występuje do dziś.

## Sukcesy
- 6 miejsce w Drugiej Grupie A ZSRR, podgrupie 4:

1968
- 1/16 finału Pucharu ZSRR (6x):

1961, 1965, 1968, 1970, 1988, 1991
- Mistrz Uzbekistanu (5x):

1992, 1993, 1994, 1995, 2001
- Wicemistrz Uzbekistanu (9x):

1996, 1997, 1998, 1999, 2000, 2002, 2003, 2004, 2006
- 3 miejsce w Olij Liga:

2008
- Zdobywca Pucharu Uzbekistanu:

1994, 1996
- udział w Azjatyckiej Lidze Mistrzów:

1995: 3 miejsce
1996: pierwsza runda
1997: druga runda
1999: zrezygnował w pierwszej rundzie
2002-03: kwalifikacja West - czwarta runda
2004: faza grupowa
2005: faza grupowa
2007: faza grupowa
- udział w Pucharze Zdobywców Pucharów Azji:

1997/98: pierwsza runda